# 2682 Soromundi
2682 Soromundi је астероид главног астероидног појаса са средњом удаљеношћу од Сунца која износи 2,269 астрономских јединица (АЈ).
Апсолутна магнитуда астероида је 13,8.